# Општина Санђеру (Прахова)
Санђеру (рум. Sângeru) општина је у Румунији у округу Прахова.
Oпштина се налази на надморској висини од 212 m.